# Агата Руиз де ла Прада
Агата Руиз де ла Прада (шп. Ágatha Ruiz de la Prada;  Мадрид, 21. јануара 1960) шпанска је модна креаторка.
Каријеру је започела 1981. када је у Мадриду представила своју прву модну колекцију. Радила је на различитим пројектима за Своч, Кампер, Ауди, Ситроен и ДХЛ.